# Steve Davis (calciatore)
Steven Peter Davis, detto Steve (Birmingham, 26 luglio 1965), è un allenatore di calcio ed ex calciatore inglese, di ruolo difensore.

## Carriera

### Allenatore
Il 2 ottobre 2022 diventa il tecnico ad interim del Wolverhampton, squadra per cui ha sempre fatto il tifo fin da bambino, dopo aver guidato dal 2019 la formazione Under-18 del club inglese; dopo essere stato inizialmente confermato fino al 2023, il 5 novembre la società annuncia l'ingaggio di Julen Lopetegui come nuovo allenatore, che sarà effettivo a partire dal 14 dello stesso mese.

## Palmarès

### Allenatore

#### Competizioni nazionali
- Football League Trophy: 1

Crewe Alexandra: 2012-2013